# Szívzűrök (Így jártam anyátokkal)
A Szívzűrök az Így jártam anyátokkal című televízió-sorozat hatodik évadának tizennyolcadik epizódja. Eredetileg 2011. február 28-án vetítették, míg Magyarországon 2011. október 3-án.
Ebben az epizódban Barney összezavarodik az érzéseit illetően, amikor megtudja, hogy Nora szeretne megállapodni és férjhez menni. Eközben a többiek Robin új barátján csodálkoznak, aki teljesen úgy viselkedik, mint egy kutya.

## Cselekmény
Mivel Marshall apja szívrohamban halt meg, így mindannyian kivizsgáltatják magukat (kivéve Barneyt, aki meg is védi a saját álláspontját, hogy miért nem). Robin bejelenti, hogy szeretne még egy kutyát, mire Marshall úgy reagál, hogy inkább egy férfira lenne szüksége. Ugyanis Robin lett a "hetedik kerék", miután mindannyiuknak van valakije, kivéve őt. Barney ekkor azt mondja, hogy ő és Nora nincsenek együtt, ugyanakkor azt tervezi, hogy aznap este a randi után megfekteti. Egyvalami áll csak az egész útjába: elkapja az influenzát, így lefújják a randit, Nora pedig hazaviszi őt és addig marad mellette, míg el nem alszik.
Másnap, amikor Barney ezt meséli, megjelenik Robin az új barátjával, Nate Scooberman-nel, akit csak Scoobynak becéznek. Marshall kritikus, szerinte nem kellene az első szembejövőt felszednie. Barney félrevonja Lilyt, és azt mondja neki, hogy kísérje el a kardiológushoz, mert most már szeretne elmenni, de fél. Az orvos rárak egy szívmonitort, ami 24 órán keresztül figyeli őt. Másnap, amikor leveszik, néhány abnormalitást mutat ki, és Barney sietve megmagyarázza ezeket. Előző este Norával randizott. Ő azt mondta, hogy szeretne megállapodni, és férjhez is szeretne menni. Barney azt mondja, hogy ő is éppen ezt szeretné, és elkezdenek ábrándozni arról, milyen lenne az ő közös jövőjük.  Másnap lemennek a bárba, ahol a többiek már ott vannak, és éppen azon élcelődnek, hogy Scooby teljesen úgy viselkedik, mintha kutya lenne. Nora meghívja Barneyt a szüleihez, és ő annak ellenére örömmel beleegyezik, hogy korábban mindig azt hangoztatta, hogy ilyet soha nem csinálna. Nem sokkal később felmennek Barneyhoz, ahol Barney elmondja neki, hogy mindvégig hazudott: nem akar gyerekeket, sem megállapodni. Nora dühös lesz, amiért hazudott neki, és felpofozza őt, majd távozik. Lily a kardiológusnál jön rá, hogy Barney igazából nem hazudott: leplezi, de szeretne megállapodni Norával, ezért azt tanácsolja neki, hogy keresse meg és kérjen bocsánatot. El is megy az étterembe, ahol Norát a szüleivel látja. Elképzeli, milyen lenne, ha most bemenne, bocsánatot kérne, és bemutatkozna a szüleinek – de végül mégsem teszi meg, hanem elmegy.
Eközben a többiek "szendvicset esznek", amit Scooby hozott, majd miután Scooby (akinek nincs helyismerete) leszalad az utcára, a többiek jutánaindulnak, hogy megkeressék. 

## Kontinuitás
- Barney "A közös este" című részben zsarolta meg hasonlóképpen a barátait.
- Barney a képzeletében bűvésztrükkökkel nyűgözte le Nora szüleit. Korábbi részekben látható volt, milyen tehetséges bűvész.
- Nora abban az étteremben villásreggelizik a szüleivel, ahol Brad és Marshall ettek "A világ legjobb párosa" című részben, illetve amelyikben Ted és Stella összevesztek a "Csodák" című részben.
- Robinnak egészen a "Cuccok" című részig volt öt kutyája.
- A "Mi nem vagyunk idevalósiak" című részben már mondta azt Barney, hogy házasságot hazudott egy nőnek csak azért, hogy megfektesse.
- Ted ismét eufemizál, amikor szendvicsevésnek nevezi a fűszívást.
- Lily ismét a "Te aljas görény!" szófordulatot használja.
- Marshall ismét "Nagy Sütiként" hivatkozik magára.
- Barney a "Bum, bum, bugidi-bum" című dalt énekli.

## Jövőbeli visszautalások
- Robin a "Robbanó húsgolyók" című részben szakít Scoobyval.
- Jövőbeli Ted megemlíti, hogy Barney folyamatosan hivatkozott arra, hogy "Csak egy szabályom van...", miközben mindig felsorolt több tucatot. Az "Elfogadom a kihívást" című részben azt állítja, hogy az egyetlen szabálya az, hogy az új mindig jobb.
- Barney kis zsarolásai megjelennek későbbi részekben. Lilyt az óvodáscsoport hörcsögével zsarolja, miszerint tudja, mi történt vele, ami az "Elfogadom a kihívást" című részben említésre is kerül. Tedet egy bizonyos termosszal zsarolja, és a "Vulkanikus" című epizódból derül ki, mit jelenthetett ez: "A menyasszony 2." című filmben Jed Mosley karaktere (akit Tedről mintáztak) nagy bajba kerül, amikor a pénisze beszorul egy termoszba.
- A "Noretta" című rész szerint Nora és Loretta sok mindenben hasonlítanak.
- Marshall megemlíti, hogy Robin fiatalabb korában sokat koslatott Paul Shaffer után, ami a "P.S. Szeretlek" című rész témája.

## Érdekességek
- A 2006-os visszaemlékezésben Barney leleplezi Marshallt, hogy egy calzonét eszik, amit előtte leejtett a földre. A kezében egy iPhone 4-es telefon van, ami csak 2010 közepén jelent meg – mi több, iPhone még nem is létezett 2006-ban.
- Marshall rosszul hazudik, amikor azt mondja, hogy Barneyval nem egy sztriptízbárban találkoztak. Ami egyébként igaz is, mert a valóságban a MacLaren's Bárban.
- Amikor Barney megmutatja a szívmonitort, látható, hogy a mellkasa szőrös, noha többször is állították a sorozat során, hogy gyantáztatja.
- A Scoobyt alakító Robbie Amell játszotta Fred szerepét két Scooby Doo-filmben is.
- Miközben Norával beszél, Marshall suttog Lilynek, és közben lefedi a poharát. Ez egy utalás a Kongresszus előtti tanúskodásokra, különösen Oliver North 1987-es kihallgatására, amely során visszatérő elem volt, hogy az ügyvédje rendszeresen félbeszakította a mondanivalóját, súgott neki, és eközben takarta a mikrofont. North is épp úgy válaszolta azt, hogy "nem emlékszem", mint Lily.